# Daniel Hoeffel
Pour les articles homonymes, voir Hoeffel.
Daniel Hoeffel, né le 23 janvier 1929 à Strasbourg (Bas-Rhin), est un homme politique français.

## Biographie
Issu d'une famille protestante engagée, il est le petit-neveu de Jean Hoeffel et le frère aîné du pasteur Michel Hoeffel.
Diplômé de l'Institut d'études politiques de Strasbourg, il est maire de Handschuheim, sénateur du Bas-Rhin, secrétaire d'État puis ministre, président de l'Association des maires de France et président de l'Association des maires du Bas-Rhin. Il n’est pas réélu aux élections sénatoriales de 2004, sa liste dissidente ayant obtenu 12,8 % des voix.
Il se retire de la vie politique en 2008, ne se représentant pas à la mairie de Handschuheim, dont il était maire depuis 1965.

## Détail des mandats et fonctions

### Au niveau national
- Sénateur du 3 octobre 1977 au 5 mai 1978 (démissionne après son entrée au gouvernement)
- Secrétaire d'État auprès du ministre de la Santé et de la Famille du 31 mars 1978 au 1er octobre 1980
- Ministre des Transports du 2 octobre 1980 au 22 mai 1981 dans le gouvernement Raymond Barre III
- Ministre délégué auprès du ministre d'État, ministre de l'Intérieur et de l'Aménagement du territoire, chargé de l'Aménagement du territoire et des Collectivités locales du gouvernement Édouard Balladur du 30 mars 1993 au 11 mai 1995
- Premier vice-président du Sénat de 2001 à 2004
- Vice-président de l'Institut de la décentralisation

### Au niveau local
- Conseiller général du Bas-Rhin, élu dans le canton de Strasbourg-7
- Président du conseil général du Bas-Rhin de 1979 à 1998 et de l'ADIRA
- Vice-président du SCOT de l'agglomération strasbourgeoise
- Maire de Handschuheim de 1965 à 2008